# Sozialistischer Klassizismus

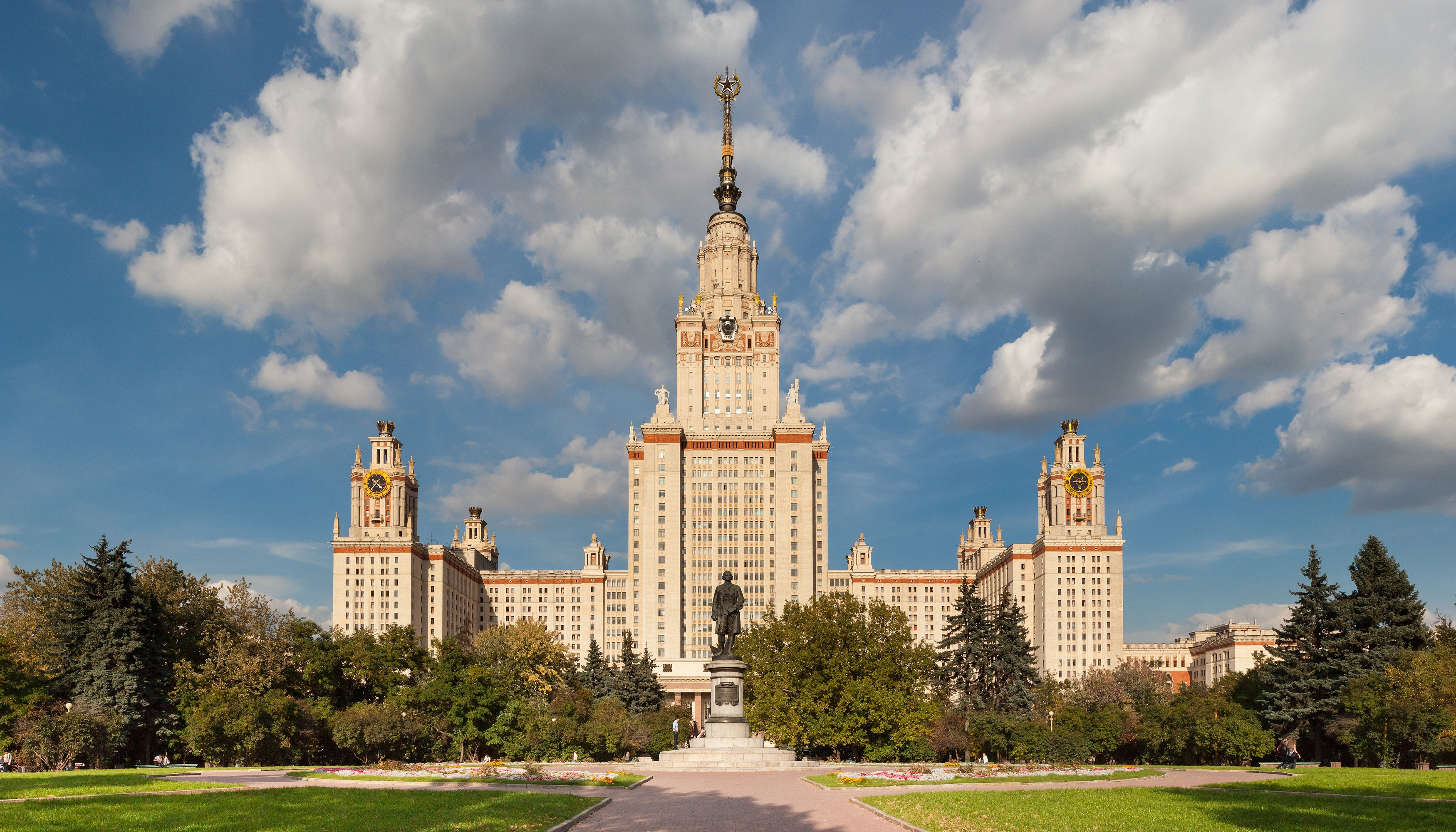
Hauptgebäude der Lomonossow-Universität Moskau

Als Sozialistischer Klassizismus (abwertend auch Zuckerbäckerstil) wird der Baustil der repräsentativen Bauten in der Sowjetunion in der Zeit des Machthabers Josef Stalin (1878–1953) bezeichnet. Er folgt auf den Konstruktivismus und macht der Russischen Avantgarde des frühen 20. Jahrhunderts in der Architektur ein Ende. Neben der politischen Förderung durch Stalin liegen auch internationale Trends dem Stilwechsel zugrunde, so kann ein zunehmender Wechsel zu monumentalen neoklassizistischen Formen in den 1930er Jahren auch in den USA und in Westeuropa beobachtet werden.
Nach dem Zweiten Weltkrieg verbreitete sich diese spezifisch sowjetische Form des Klassizismus auch insbesondere in Polen und der DDR. Der Stil entwickelte teils starke regionale Eigenarten und entwickelte sich insbesondere in China und Nordkorea zu einem reduzierteren Klassizismus. Anfang der 1960er Jahre wurde der Stil in der Sowjetunion, Polen und der DDR durch die Sozialistische Moderne abgelöst. Dieser Wechsel erfolgte aus kunsthistorischen, wirtschaftlichen und auch aus ideologischen Gründen.

## Allgemeines, Merkmale und Einordnung
Der Sozialistische Klassizismus ist Teil des Sozialistischen Realismus, der etwa ab Anfang der 1930er Jahre der offiziell propagierte Kunststil in der Sowjetunion war. Geprägt ist der Stil durch palastartige Gebäude, die zahlreiche Verzierungen an den Fassaden, Säulen, Säulenhallen und Turmaufbauten enthalten. Der Stil ist allerdings keine reine Herrschaftsarchitektur, sondern war vor allem in den Anfangsjahren mit dem Konzept verbunden, die Wohnverhältnisse zu revolutionieren und das kulturelle Niveau der „Arbeiterklasse“ und aller „Werktätigen“ anzuheben (Wohnpaläste, Kulturpaläste).
Grundsatz dieser Architekturform(en) war das qualifizierte Zitat historistischer Bauformen im Sinne einer „nationalen Tradition“, sodass die tatsächlich verwendeten Elemente und Formen variieren. Der Begriff „Sozialistischer Klassizismus“ eignet sich dennoch zur Beschreibung des Gesamtphänomens, da eben klassizistische Formen staatenübergreifend angewandt wurden. Der Baustil kam mit dem Tod Stalins und der Entstalinisierung aus der Mode. Seitdem setzte man in der Sowjetunion und anderen sozialistischen Staaten auf eine funktionalistische und stark industrialisierte Architektur.

## Sozialistischer Klassizismus in verschiedenen Staaten

### Sowjetunion

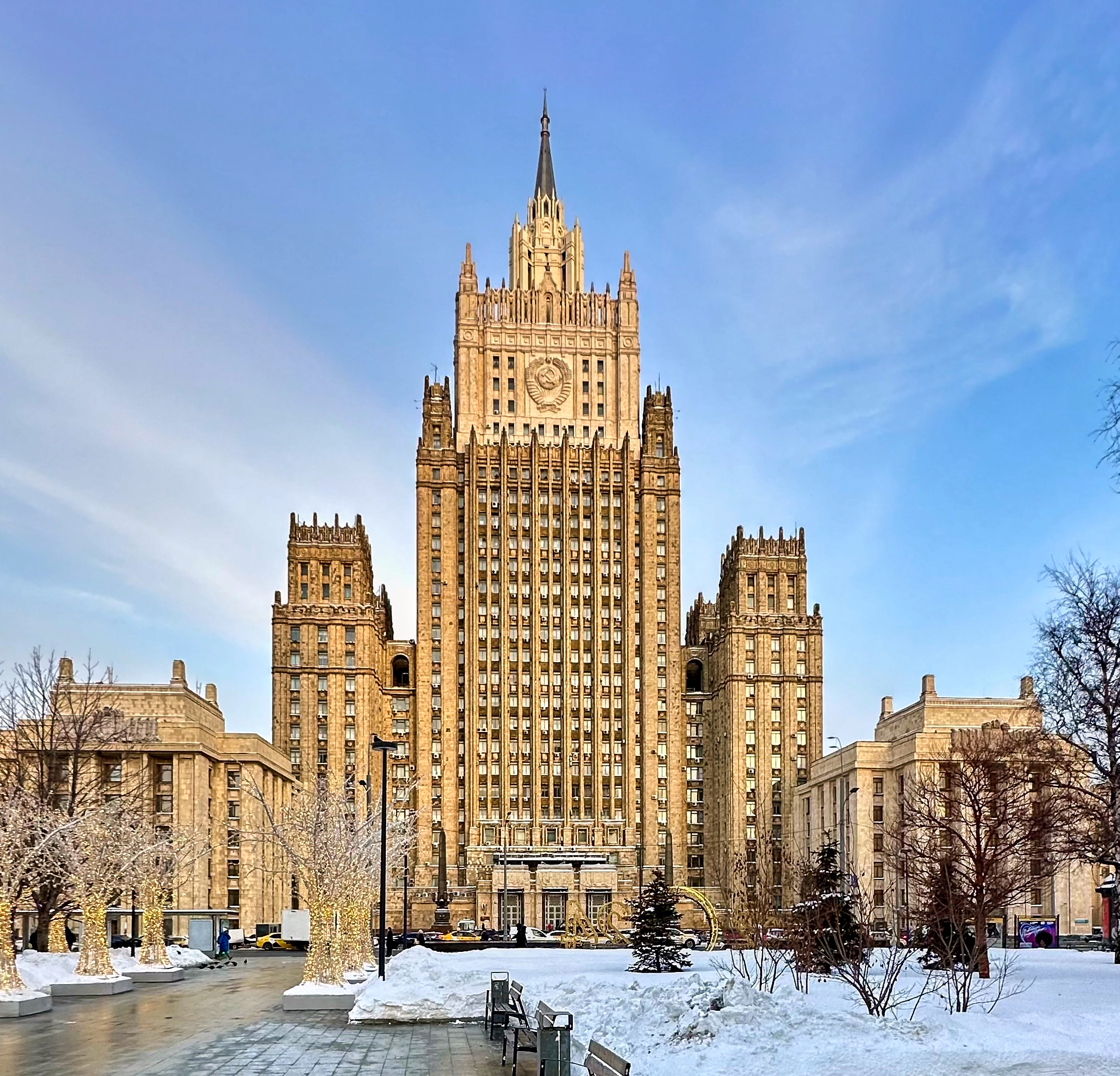
Hauptgebäude des Außenministeriums der Russischen Föderation

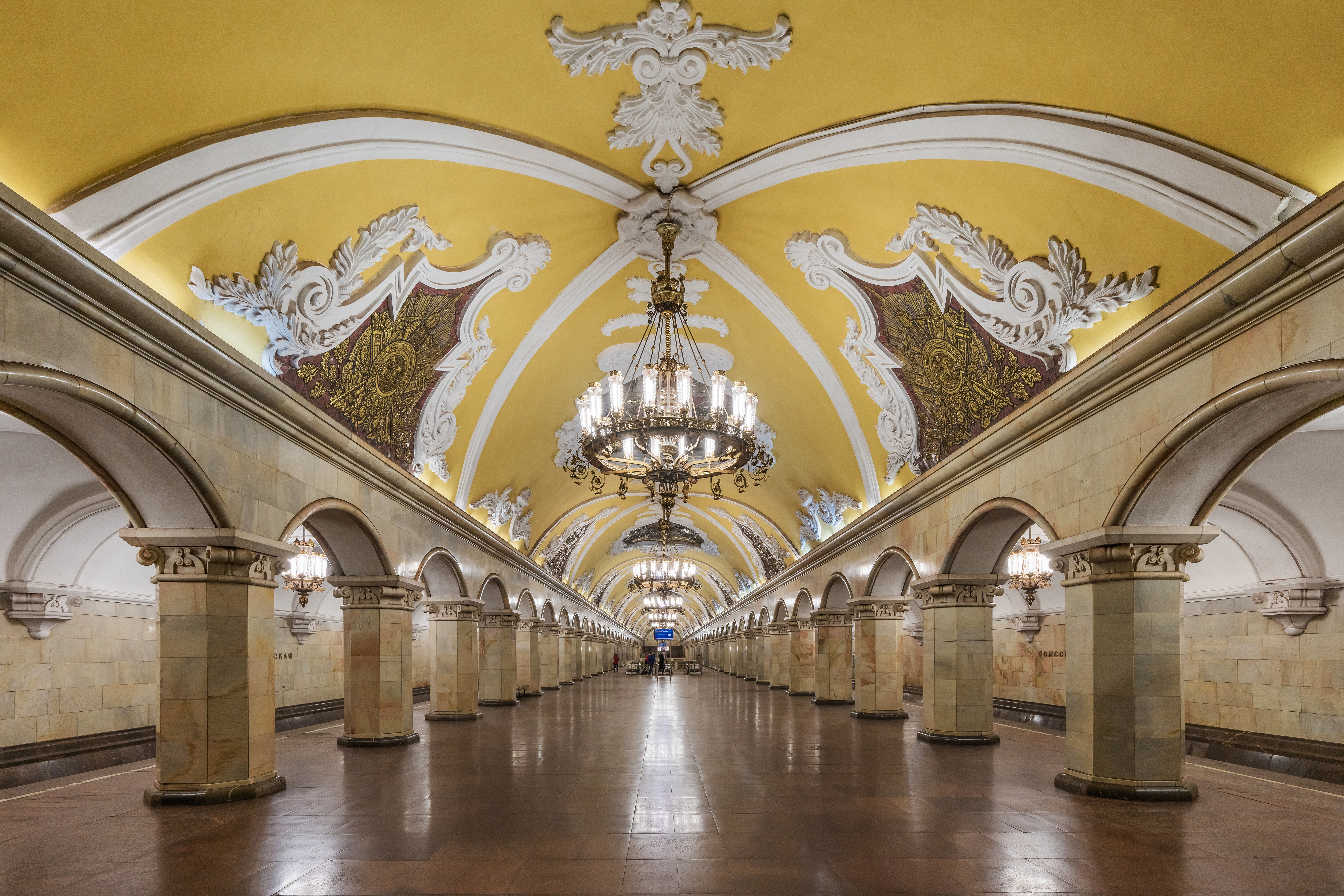
Station Komsomolskaja der Moskauer Metro

In vielen sowjetischen Großstädten wurden Monumentalgebäude errichtet. In Moskau entstanden die sogenannten „Sieben Schwestern“, eine Gruppe von Hochhäusern, bestehend aus der Lomonossow-Universität, dem Hotel Ukraina, dem Außenministerium, dem Hotel Leningradskaja, dem Gebäude am Kotelnitscheskaja-Ufer, dem Gebäude am Kudrinskaja-Platz und dem Gebäude am Roten Tor. Die sogenannte „Achte Schwester“, ein Hochhaus in Zarjadje nahe des Kremls, wurde nicht mehr ausgeführt.
Der größte Bau des Sozialistischen Klassizismus sollte ebenfalls in Moskau entstehen. Es war dies der Palast der Sowjets (Дворец Советов Dworjez Sowjetow), der zur Zeit der Erbauung mit 415 Metern das höchste Gebäude der Welt gewesen wäre. Als Bauplatz sollte der Platz der 1931 abgerissenen Christ-Erlöser-Kathedrale dienen. Der Palast der Sowjets war Teil eines „Generalplans zur Stadterneuerung“, der den Umbau Moskaus zur sozialistischen Musterstadt vorsah. Parallel dazu gab es auch für Leningrad einen Generalplan, der den Bau eines neuen Zentrums am Moskauer Platz (Московская площадь Moskowskaja ploschtschad) beinhaltete. Was seine Konsequenzen für das historische Stadtbild angeht, war der Moskauer Generalplan jedoch weitaus radikaler.
Der Zweite Weltkrieg stoppte die Bauarbeiten am Moskauer Palast der Sowjets. Nach Stalins Tod wurde das Projekt aufgegeben und das Fundament zu einem Freibad (Schwimmbad Moskwa) umgebaut. 1994 wurde wiederum das Schwimmbad abgerissen und wenig später die zerstörte Kirche wieder aufgebaut. 1946 wurde in Moskau das Hotel Peking errichtet. Architekt war Dmitri Nikolajewitsch Tschetschulin (1901–1981), der auch am Bau des Weißen Hauses in Moskau beteiligt war. Einige Stationen der Moskauer Metro sind ebenfalls typische Beispiele des Sozialistischen Klassizismus aufgrund der Zitate historischer Architektur und ihrer Anlage als unterirdische Paläste. 
Weitere Beispiele in ehemaligen Sowjetrepubliken sind die Chreschtschatyk-Straße in Kiew (Ukraine); die Unabhängigkeitsstraße in Minsk (Belarus); die Lettische Akademie der Wissenschaften in Riga (Lettland); die Moldawische Akademie der Wissenschaften in Kischinjow (Moldawien); der Hauptbahnhof, das Rathaus und das Stalin-Museum in Gori sowie die Georgische Akademie der Wissenschaften und das Parlamentsgebäude in Tbilisi (beide Georgien); der Hauptbahnhof, der Platz der Republik und das Parlamentsgebäude in Jerewan (Armenien); das Regierungsgebäude in Baku (Aserbaidschan); das Parlamentsgebäude und das Abai-Opernhaus in Alma-Ata (Kasachstan); das Hotel Lotte und das Navoi-Opernhaus in Taschkent (Usbekistan); die Rudaki-Allee mit dem Staatlichen Historischen Museum, dem Aini-Opernhaus und dem alten Parlamentsgebäude in Duschanbe (Tadschikistan).

### DDR

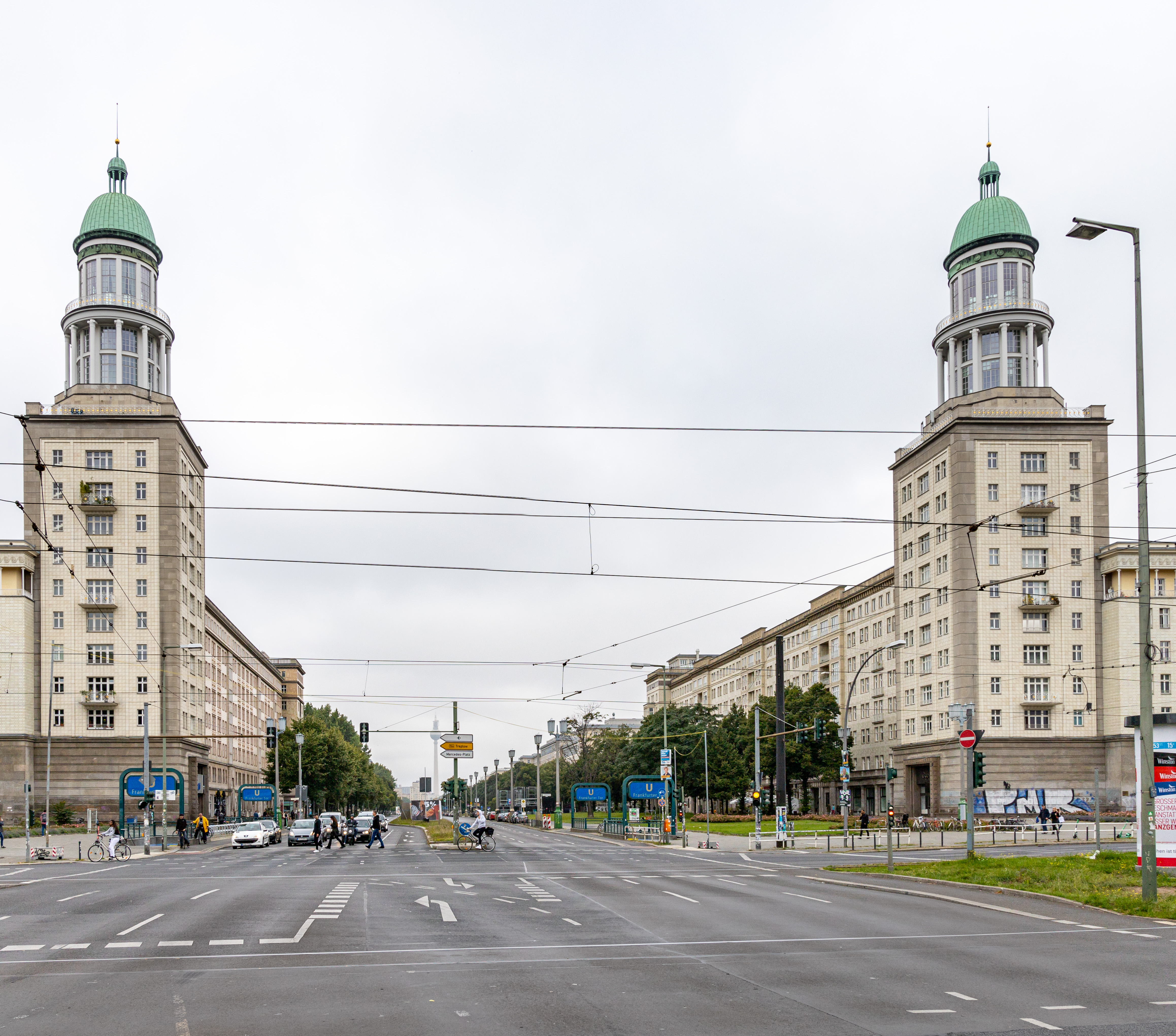
Frankfurter Tor, Berlin

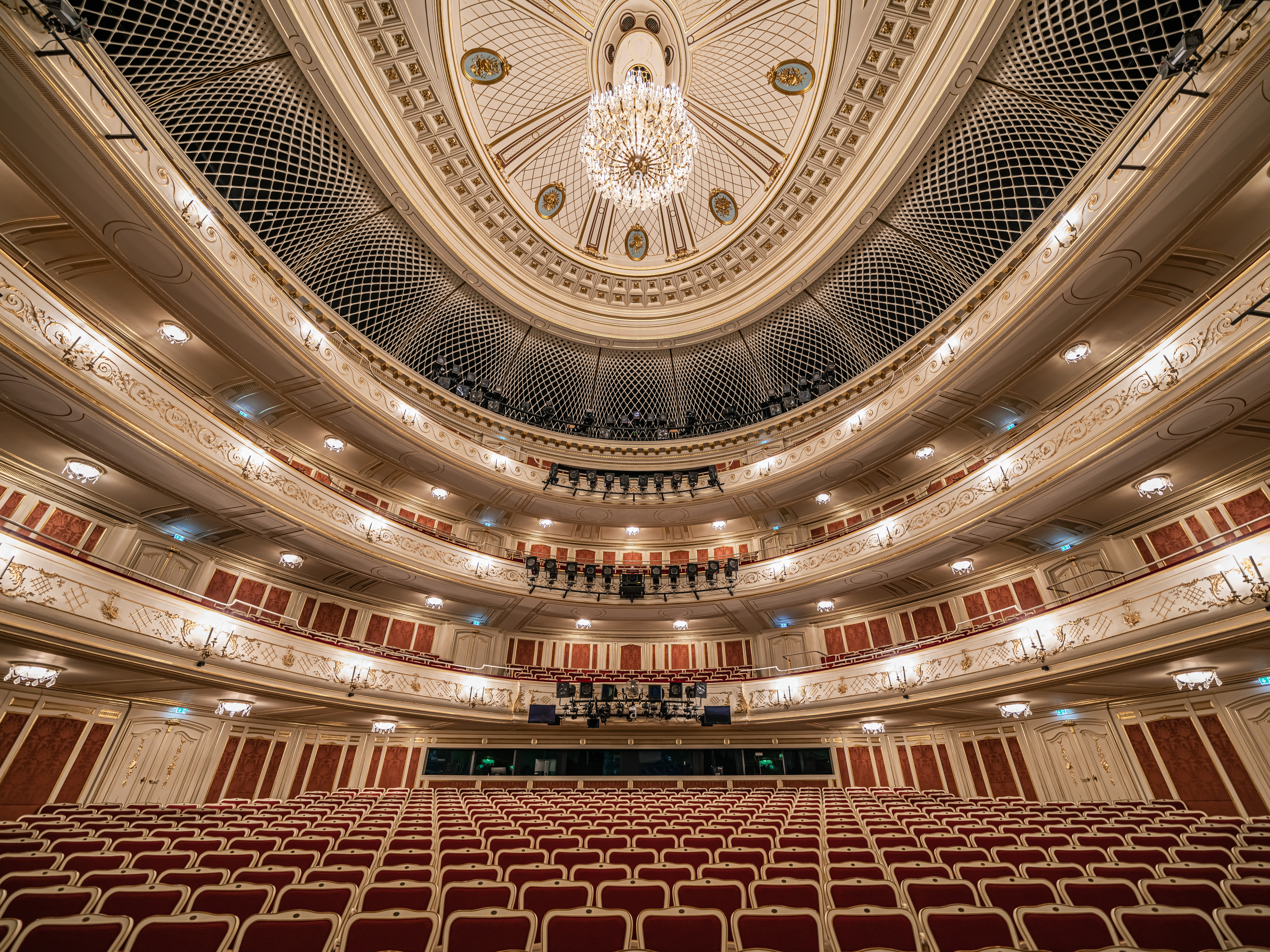
Zuschauersaal der Deutschen Staatsoper, Berlin

Einen besonderen Stilreichtum weist der sozialistische Klassizismus in seiner deutschen Ausprägung auf. In der ehemaligen DDR entstanden Gebäude und Ensembles dieses Stils, die stark von regionalen Bauformen – von der norddeutschen Backsteingotik (z. B. Lange Straße in Rostock) über den sächsischen Barock (Altmarkt in Dresden) bis hin zum preußischen Klassizismus (Karl-Marx-Allee in Berlin) – geprägt sind.
Unmittelbar nach Ende des Zweiten Weltkrieges erstellten sowohl formalistische als auch Heimatschutz- und Reformarchitekten Wiederaufbaupläne für die Sowjetische Besatzungszone in Deutschland. Darunter der Reformer Heinrich Tessenow, der 1945–1947 Wiederaufbauplanungen für Mecklenburg entwarf (darunter Neubrandenburg). Einige dieser ersten Konzepte gelten als Vorläufer und wurden später in Teilen in abgewandelter Planungs- und Formensprache aufgenommen.
Bauten des sozialistischen Klassizismus finden sich in vielen Städten auf dem Gebiet der ehemaligen DDR. Politische Maßgabe dafür waren Die 16 Grundsätze des Städtebaus. Diese Art wurde sowohl beim Wieder- und Neuaufbau zerstörter Stadtgebiete, etwa in Berlin (dort vor allem in Friedrichshain und Mitte), Magdeburg, Dresden, Leipzig, Rostock und Neubrandenburg angewandt – als auch beim Bau neuer Stadtviertel, wie z. B. in Rostock-Reutershagen I.
Wichtigstes und in seiner Monumentalität einzigartiges Projekt war die Stalinallee (heute Karl-Marx-Allee) in Berlin-Friedrichshain. Unter Leitung desselben Architekten, Hermann Henselmann (1905–1995), wurde auch ein Wohnkomplex im Bereich der Ostseestraße erbaut. Auch die Botschaft der UdSSR Unter den Linden (heute Russische Botschaft), der von Richard Paulick entworfene Zuschauersaal der Deutschen Staatsoper in Berlin und die aktuell (Stand 2025) vom Abriss bedrohte Jugendhochschule „Wilhelm Pieck“ in Wandlitz sind bedeutende Beispiele des sozialistischen Klassizismus.
Stalinstadt – das heute Teil von Eisenhüttenstadt ist – wurde ab 1950 als Planstadt im sozialistischen Klassizismus aufgebaut, als Wohnort für die Arbeiter des neu entstehenden Eisenhüttenkombinats Ost. Weite Teile der Stadt, insbesondere der II. Wohnkomplex, bestehen aus sozialistisch-klassizistischen Gebäuden. Somit stellt das Ensemble ein herausragendes Beispiel des Zuckerbäckerstils in der DDR dar.
In Dresden wurde der Stil beim Wiederaufbau nach dem Zweiten Weltkrieg angewendet, dabei zumeist angelehnt an den Dresdner Barock. Beispiele hierfür sind der Komplex Altmarkt 4–6 / Wilsdruffer Straße 15–21 und das Centrum-Warenhaus am Altmarkt, die Bebauungen entlang der Wilsdruffer Straße (Innere Altstadt), die Gebäude an der Grunaer Straße (Pirnaische Vorstadt) sowie die Gebäude der ehemaligen Hochschule für Verkehrswesen und ein ganzes Wohnviertel entlang der Nürnberger Straße (Südvorstadt).
Beispiele dieser Bauepoche in Leipzig sind die am südöstlichen Innenstadtring von dem Architekten Rudolf Rohrer (1900–1968) 1953 bis 1956 errichteten sieben- bis neungeschossigen Wohnhäuser der Ringbebauung mit dem Ring-Café am Roßplatz. Zur gleichen Zeit entstanden nach Entwürfen von Heinz Auspurg (1912–2001) als Fortsetzung der Ringbebauung die Wohnhäuser der Leipziger Windmühlenstraße. Auch die frühen Bauten des Zentralstadions unter der Leitung von Karl Souradny (1904–1973) beziehungsweise des Sportforums (v. a. Glockenturm und Seitenfunktionalbauten) sowie einige der ehemaligen Deutschen Hochschule für Körperkultur (DHfK) zeigen klare Züge dieser Epoche.
Zu den frühen Bauwerken dieser Epoche gehört der Kulturpalast Chemnitz, der 1950 als „Kulturpalast der Bergarbeiter“ von der SAG Wismut erbaut wurde. Ein weiteres Beispiel in Chemnitz ist das repräsentative Gebäude im Stadtteil Siegmar, Jagdschänkenstraße 50, das ab 1951 ebenfalls im Auftrag der SAG Wismut, der Vorläuferin der SDAG Wismut, errichtet wurde: Nach anfänglicher anderer Nutzung wurde es in den 1950er Jahren Sitz der Hauptverwaltung der SDAG Wismut. Es steht unter Denkmalschutz und ist seit 1991 Sitz der heutigen Regionaldirektion Chemnitz der Deutschen Rentenversicherung Knappschaft-Bahn-See. Eine besondere Bedeutung hatte in der DDR der Kulturpalast Bitterfeld, in dem die Kulturpolitik des sogenannten Bitterfelder Weges ihren Anfang nahm.
Beim Neuaufbau der Langen Straße zur neuen Hauptstraße in Rostock entwarfen die Architekten, z. B. Joachim Näther (1925–2009) einen von der norddeutschen Backsteingotik inspirierten Stil.
Auch im ländlichen Raum errichtete man aufwendige Bauten im Stile des Sozialistischen Klassizismus. Hervorhebenswert sind das Kulturhaus Bandelin in Vorpommern (Einweihung am 1. November 1953), das Kreiskulturhaus Murchin vor Usedom, das am 1. Mai 1954 als seinerzeit größter MTS-Kulturpalast eröffnete, das Kulturhaus Zinnowitz auf Usedom sowie das Kulturhaus Mestlin in Mecklenburg, das ab 1952 erbaut wurde und schließlich zum 19. Oktober 1957 eingeweiht werden konnte.

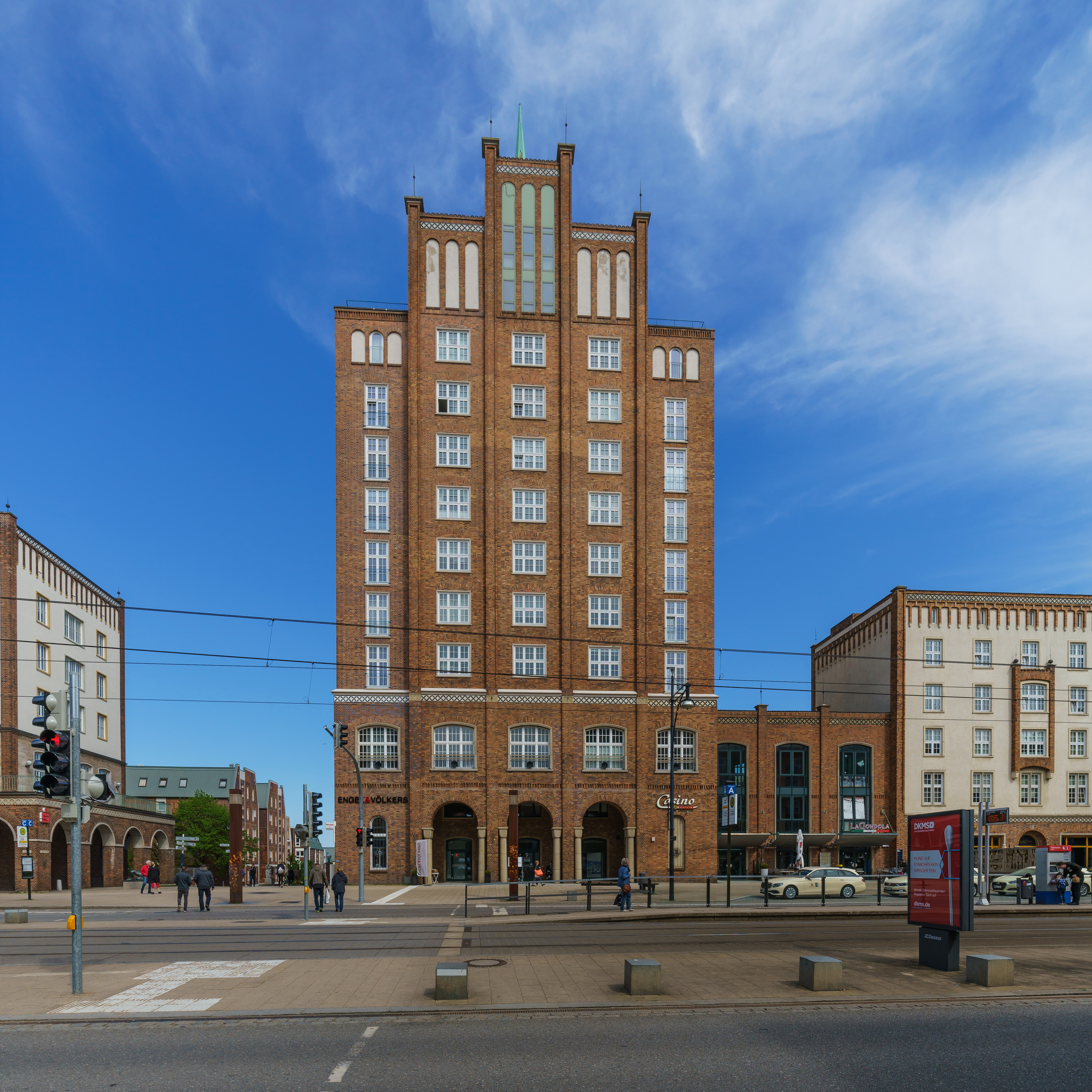
Lange Straße, Rostock
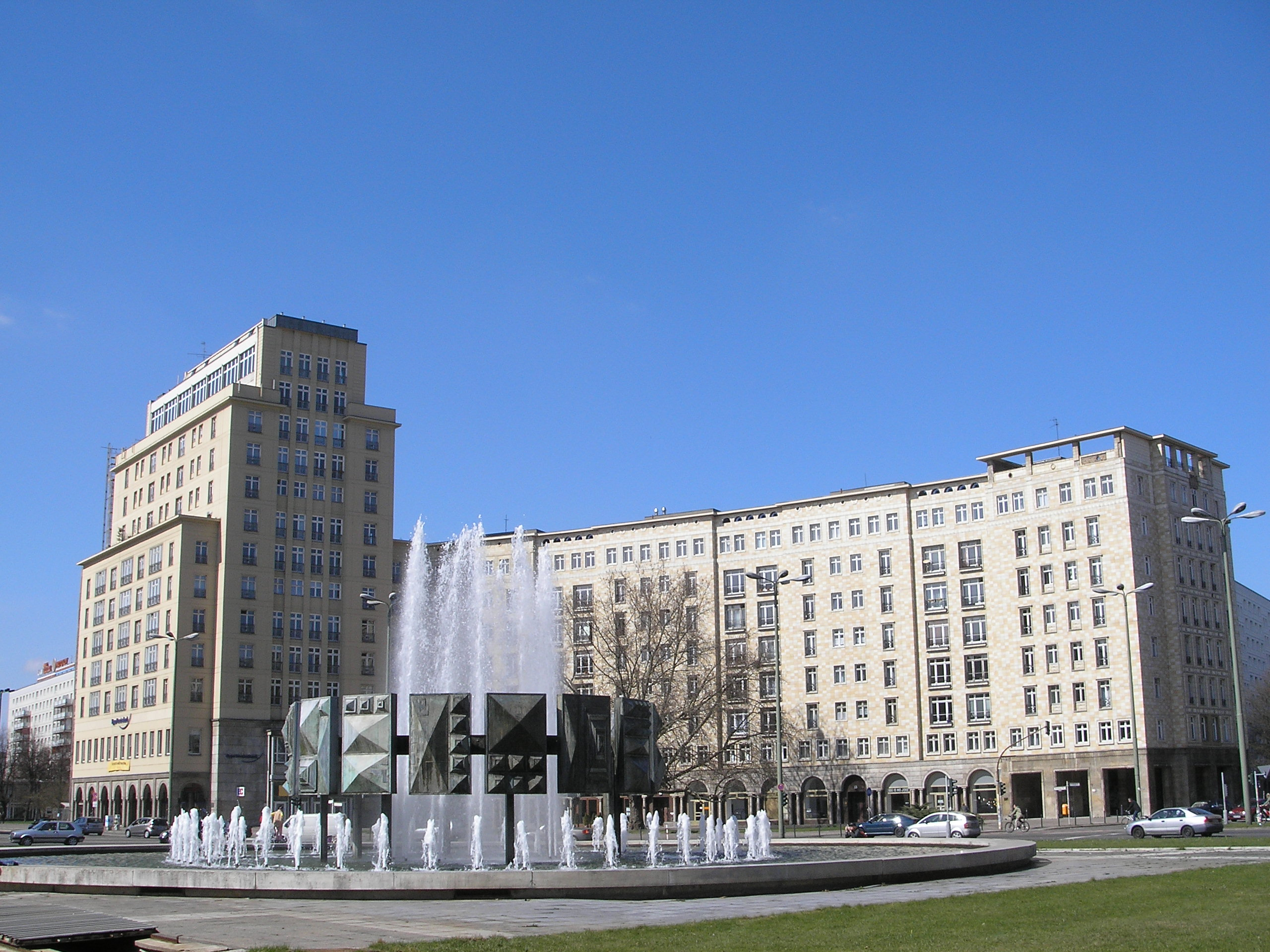
Strausberger Platz, Berlin
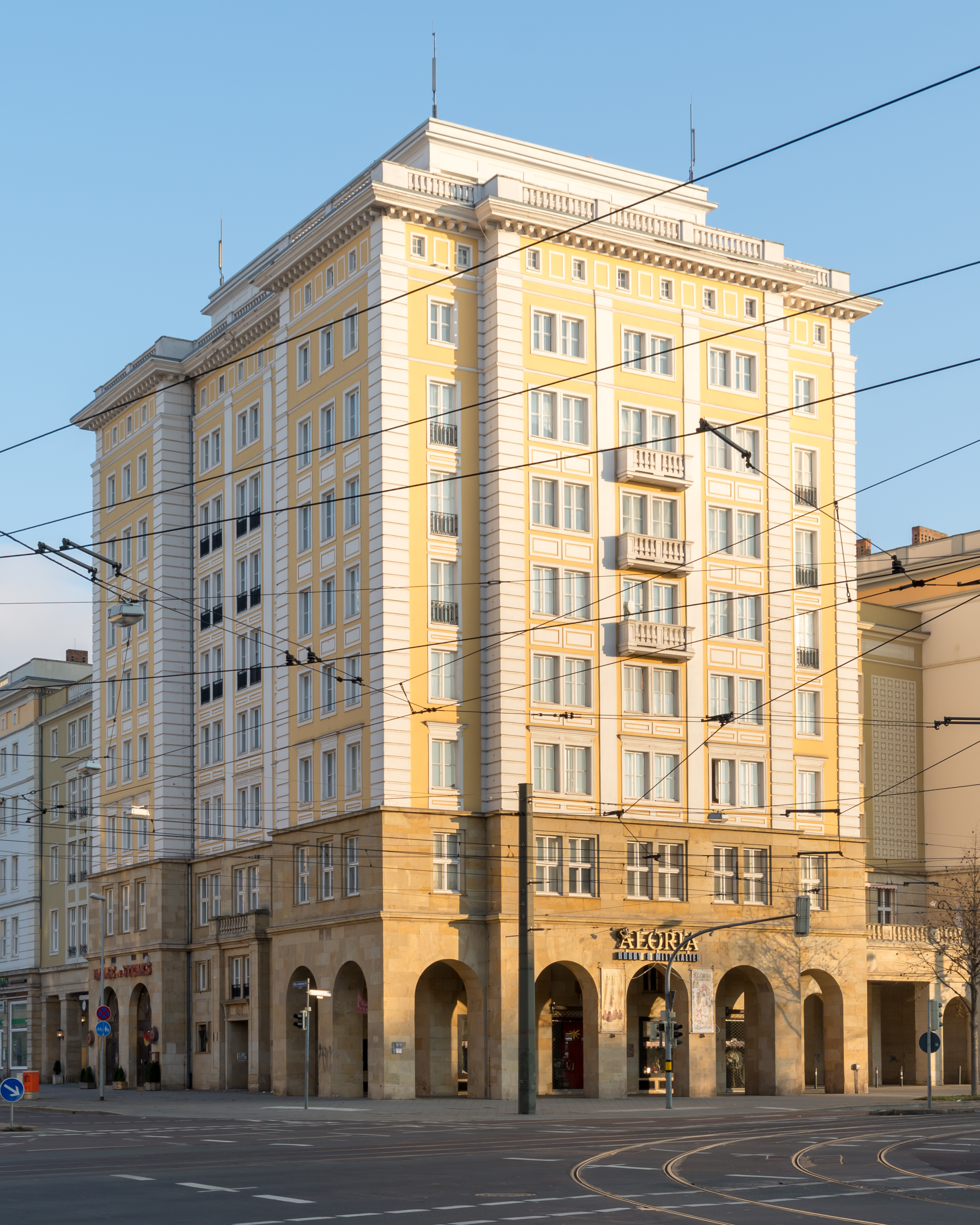
Ulrichplatz, Magdeburg
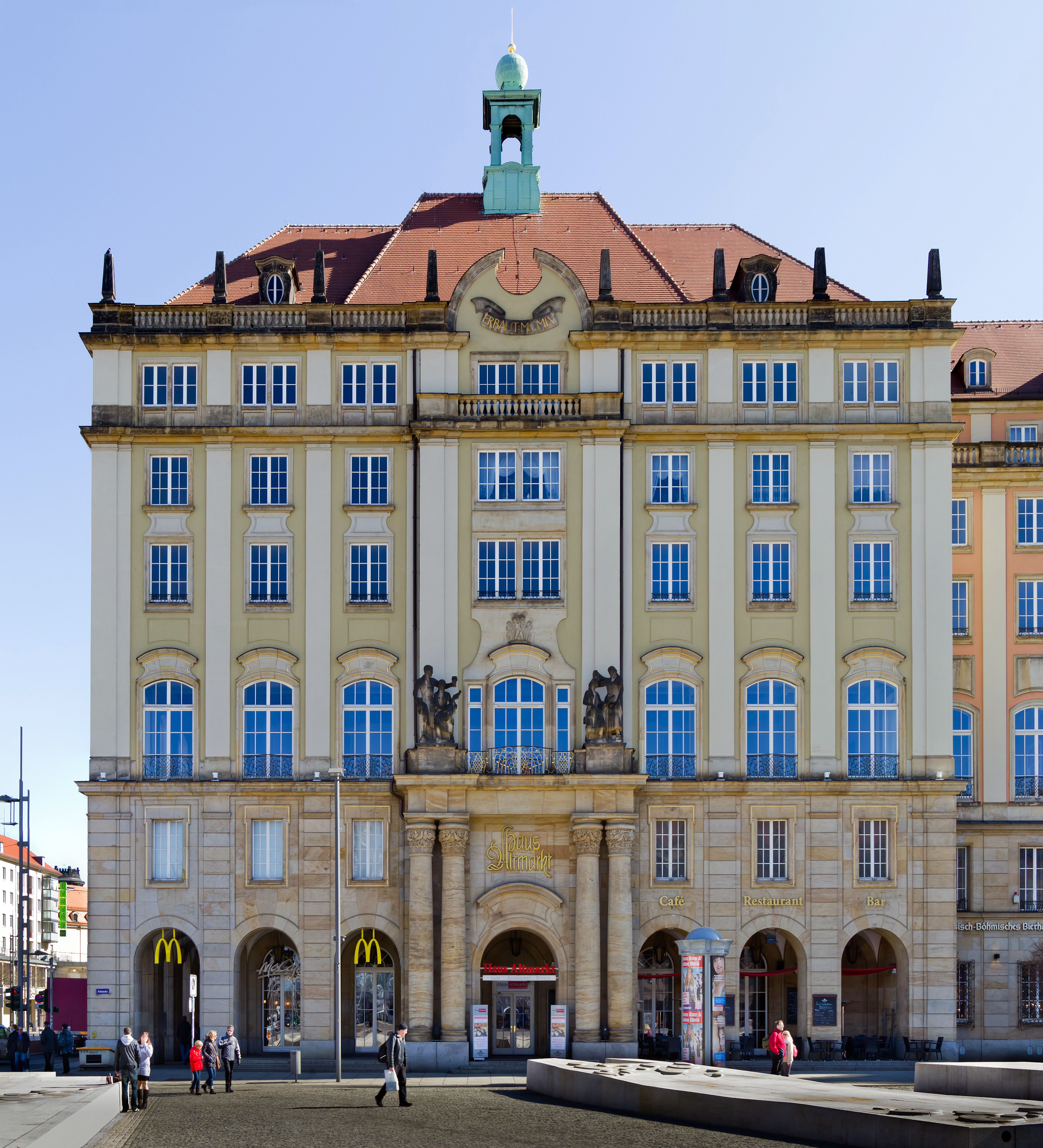
Altmarkt, Dresden
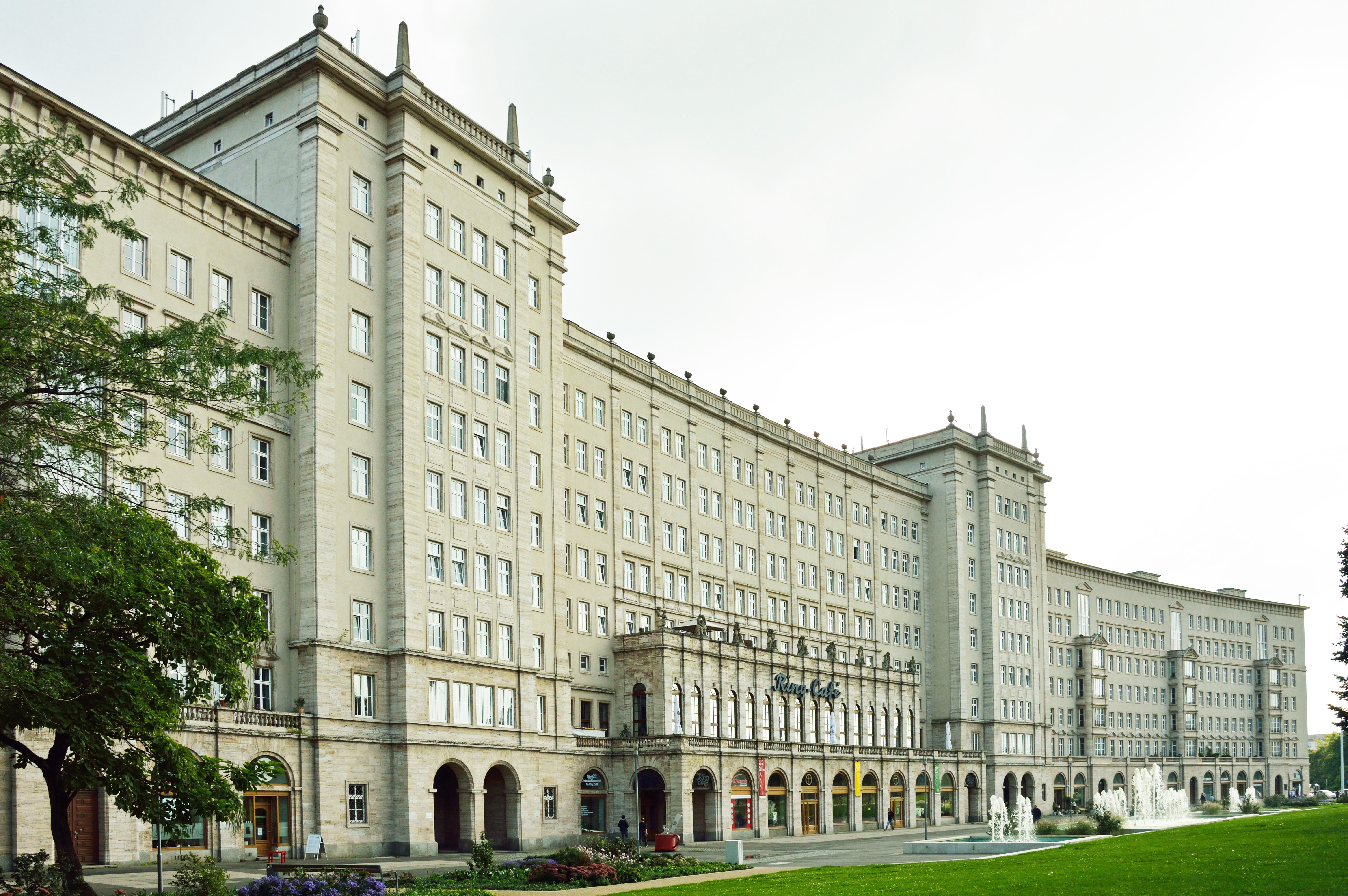
Roßplatz, Leipzig

### Weitere sozialistische Staaten
Bedeutende Gebäude und Ensembles des sozialistischen Klassizismus in den ehemaligen Ostblockstaaten sind unter anderem der Kulturpalast und das MDM-Viertel in Warschau, der Stadtteil Nowa Huta von Krakau, das Hotel International in Prag, die Planstadt Dunaújváros bei Budapest, das Haus der freien Presse (ehemals Haus der Scînteia [Zeitung der RKP]) in Bukarest, die Planstadt Dimitrowgrad bei Plowdiw und der Unabhängigkeitsplatz in Sofia. In Ulaanbaatar befinden sich rund um den zentralen Süchbaatarplatz u. a. mit dem Regierungsgebäude, dem Theater und der Universität mehrere Gebäude dieses Stils. In Peking wurden 1959 die sogenannten „Zehn großen Gebäude“ im sozialistischen Klassizismus errichtet, darunter die Große Halle des Volkes am Tian’anmen-Platz. 

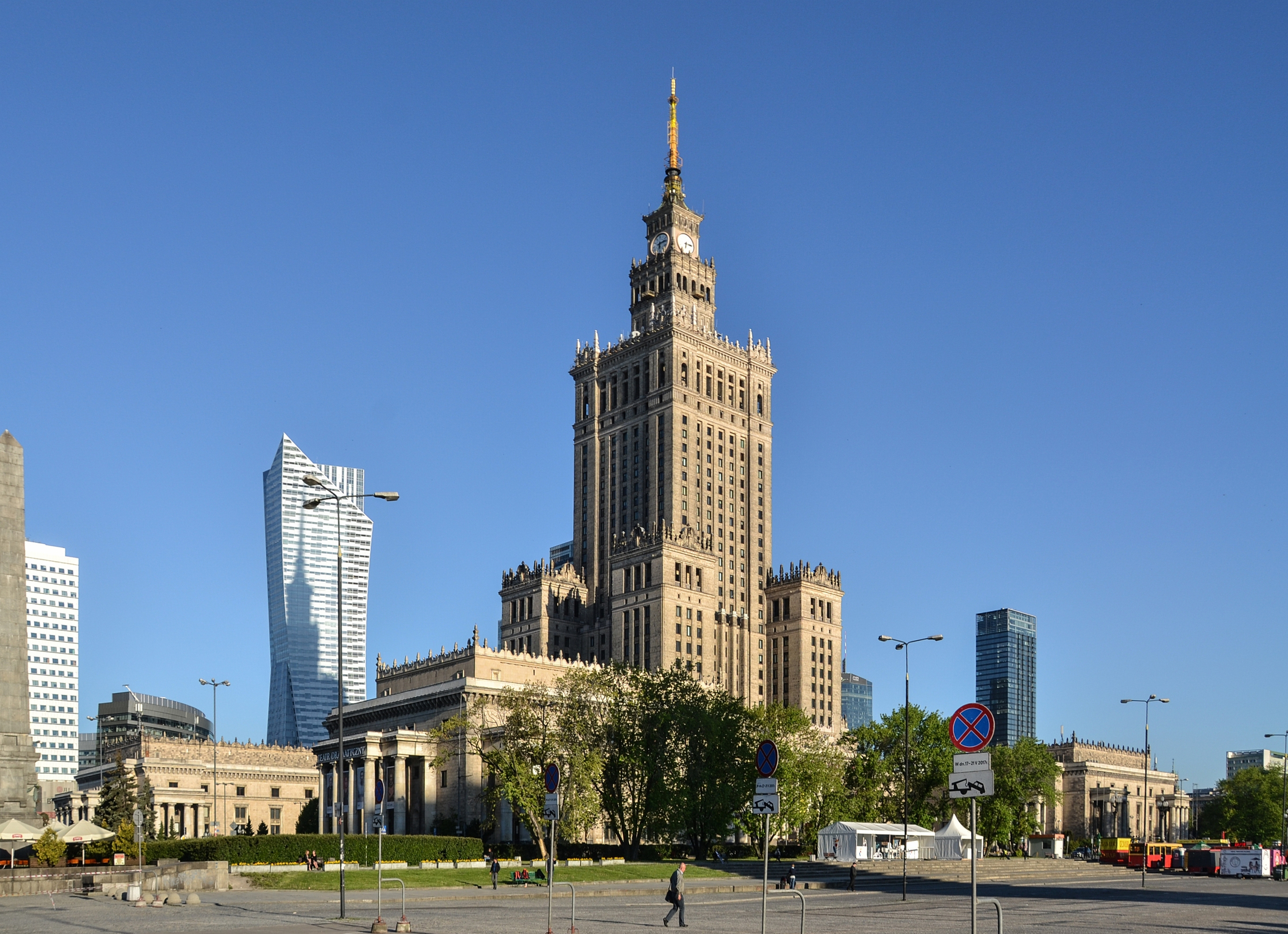
Palast der Kultur und Wissenschaften, Warschau
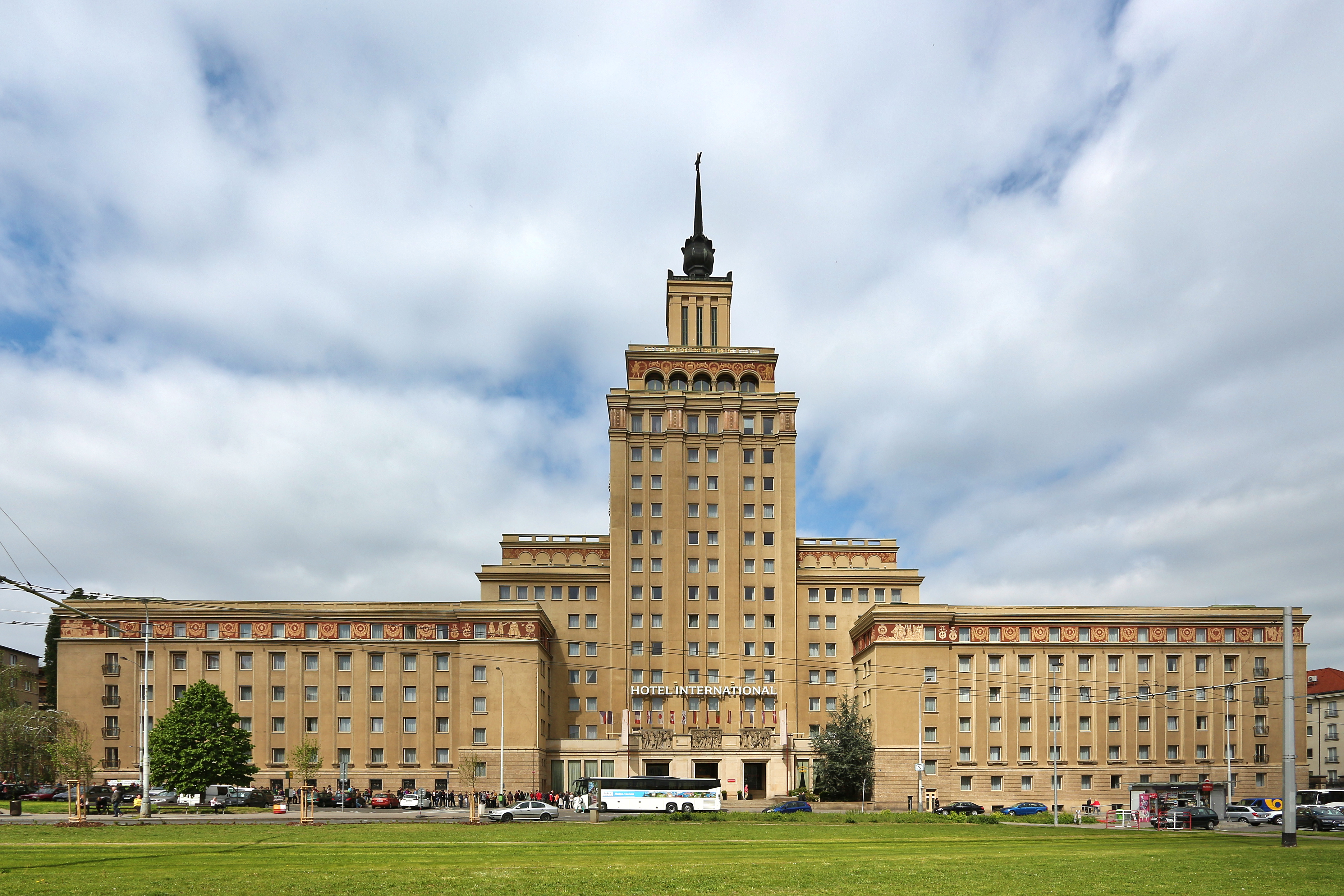
Hotel International, Prag
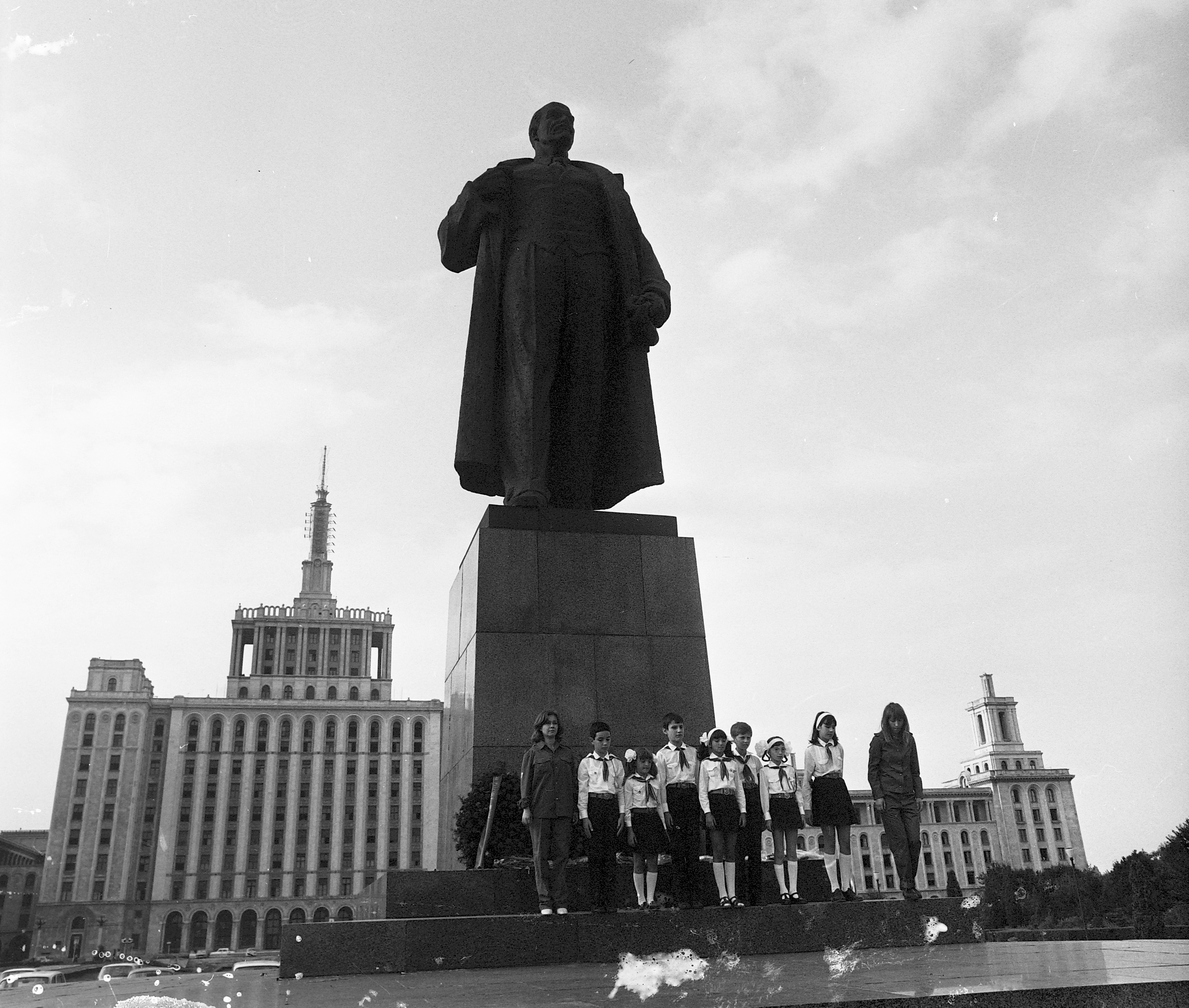
Haus der Scînteia, Bukarest
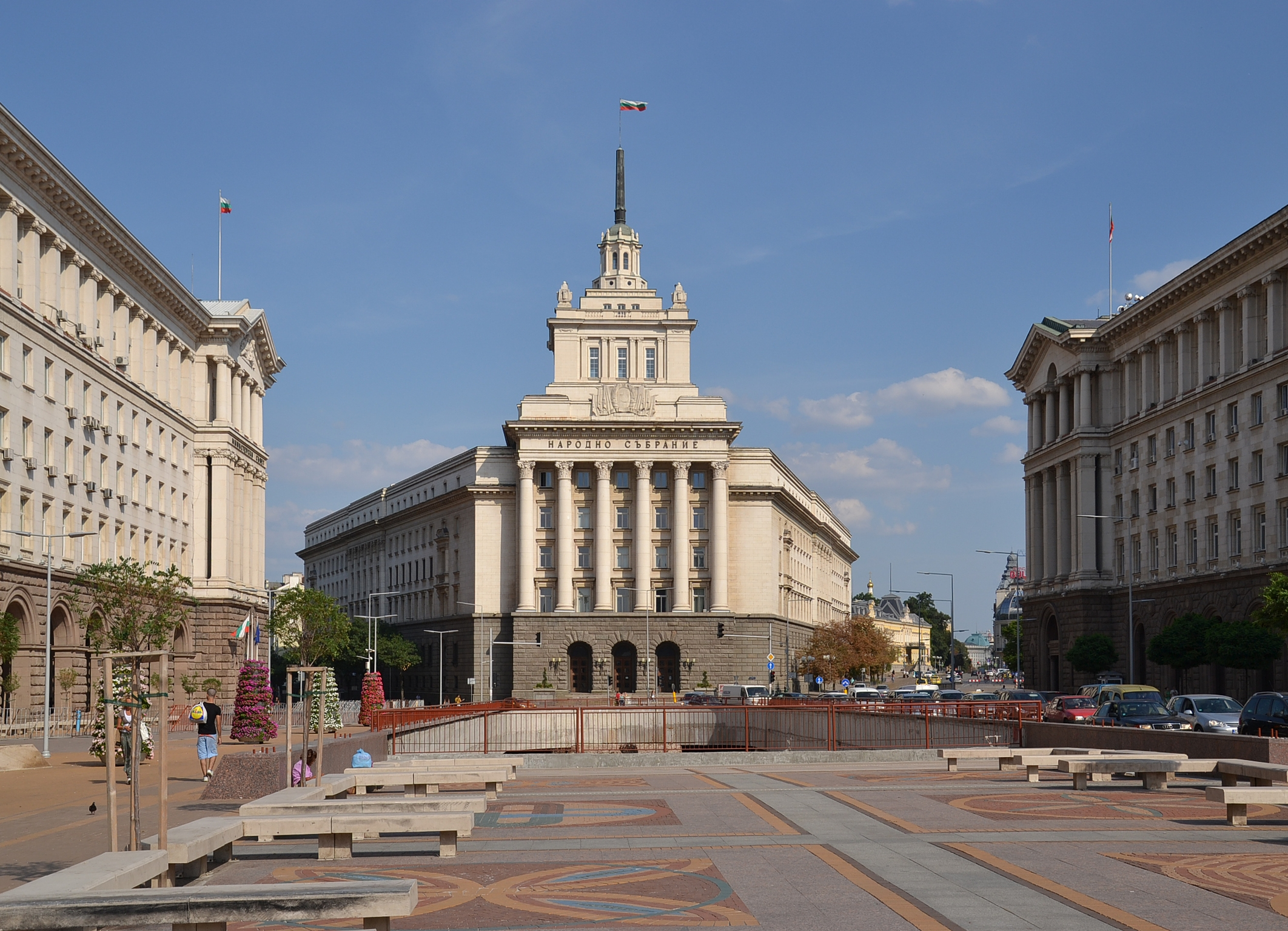
Platz der Unabhängigkeit, Sofia
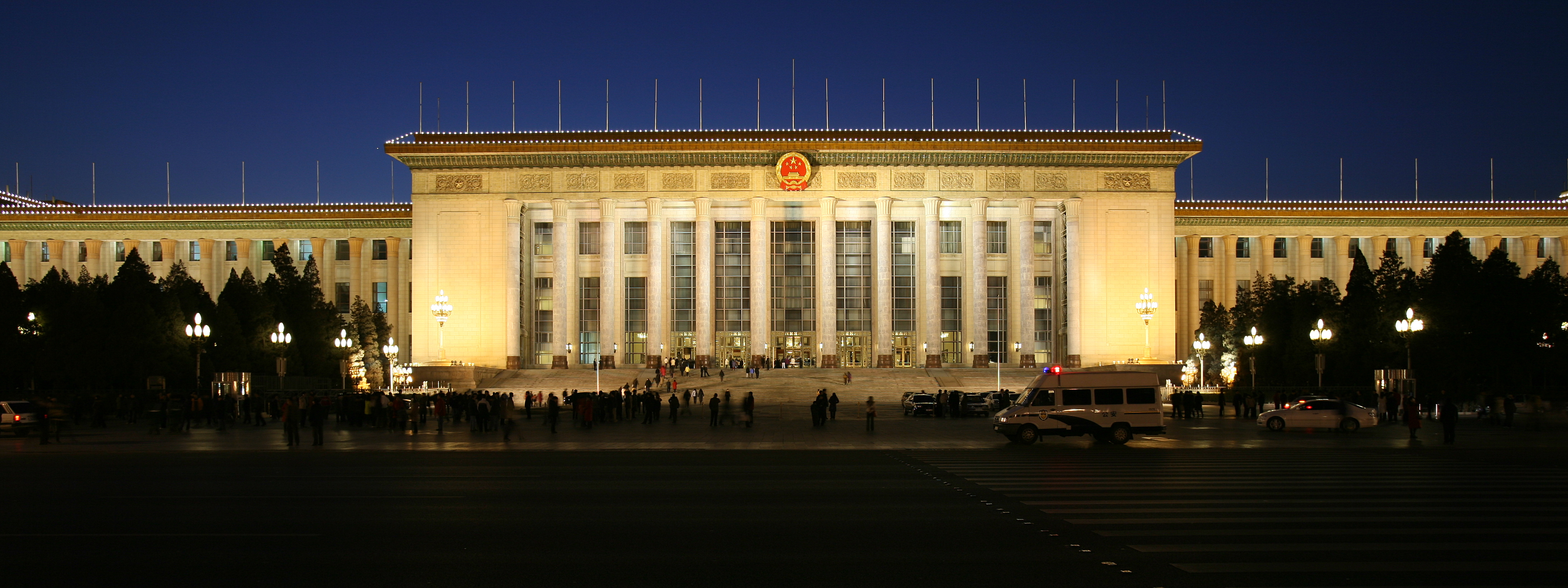
Große Halle des Volkes, Peking

## Rezeption
Der Baustil wurde von einigen zeitgenössischen Architekten kritisiert, die dem Modernismus verpflichtet waren. Sie empfanden ihn als monumental und übermäßig ornamentiert. Im Volksmund und in der journalistischen Presse wurde der Stil gelegentlich abwertend als „(Stalinistischer) Zuckerbäckerstil“, „Stalinbarock“, „Stalingotik“ oder „Stalin-Empire“ (russisch Сталинский ампир Stalinski ampir) bezeichnet.
Die sozialistischen Machthaber und Baufunktionsträger der Erbauungszeit forderten hingegen eine „Antikultur“ zum Internationalen Stil des Kapitalismus. So lehnte die SED in der DDR dessen strenge und funktionalistische Architektur als „bourgeois, dekadent und formalistisch“ ab.
Im 21. Jahrhundert wird diese Epoche im Allgemeinen differenziert betrachtet, man attestiert ihr sowohl städtebauliche als auch für die Nachkriegszeit oftmals überdurchschnittliche architektonische, materielle und funktionale Qualitäten.

## Architekten des Sozialistischen Klassizismus
Architekten des Sozialistischen Klassizismus waren unter anderen
Sowjetunion:
- Iwan Alexandrowitsch Fomin (1872–1936)
- Boris Michailowitsch Iofan (1891–1976)
- Wladimir Georgijewitsch Helfreich (1885–1967)
- Nikolai Wassiljewitsch Nikitin (1907–1973)
- Lew Wladimirowitsch Rudnew (1885–1956)
- Iwan Wladislawowitsch Scholtowski (1867–1959)
- Alexei Wiktorowitsch Schtschussew (1873–1949)
- Wladimir Alexejewitsch Schtschuko (1878–1939)
- Noi Abramowitsch Trozki (1895–1940)
- Dmitri Nikolajewitsch Tschetschulin (1901–1981)

DDR:
- Heinz Auspurg (1912–2001)
- Edmund Collein (1906–1992)
- Hermann Henselmann (1905–1995)
- Kurt Liebknecht (1905–1994)
- Johannes Rascher (1904–2006) – einige Bauwerke
- Rudolf Rohrer (1900–1968)
- Herbert Schneider (1903–1970) – einige Bauwerke
- Karl Souradny (1904–1973)

VR China:
- Zhang Bo (1911–1999)